# Цзін-гун (Цінь)
Цзін-гун (кит.: 秦景公; д/н — 537 до н. е.) — правитель царства Цінь у 577—537 роках до н. е.

## Життєпис
Походив з династії Ін. Син Хуань-гуна. Спадкував трон 577 року до н. е. Ймовірно тривало протистояння з державою Цзінь. 562 року до н. е. виступив на допомогу царству Чжен, яке було атаковано Цзінь. Військам останнього в битві біля Лі(сучасний повіт Юнцзі провінції Шаньсі) було завдано поразки. 
559 року до н.е. Дао-гун, правитель Цзінь, виступив проти Цзін-гуна на чолі коаліції з 13 держав. На переправі через річку Цзінхе (неподалік від Цян'яна) Цзін-гун наказав отруїти річку у верхів'ї, внаслідок чого багато ворогів померло. За цим атакував їх, змусивши відступити. 550 року до н.е. вдалося укласти  мирний договір з Цзінь на умовах статус-кво.
Втім вже невдовзі знову почалися  військові дії. Спроба 548 року до н.е. укласти новий мирний договір не мала успіху. 541 року до н.е. внаслідок конфлікту всередині династії Ін до Цзінь втік Цянь, молодший брат Цзін-гуна — Цянь.
Помер Цзін-гун 537 року до н. е. Йому спадкував син Ай-гун.

## Поховання
У 1976 році в окрузі Фенсян в Баоцзі провінції Шеньсі була виявлена його могила. Гробниця має форму перевернутої піраміди, завглибшки з 8-поверхову будівлю, з численними камерами, нагадує палац. Це найбільша гробниця, коли-небудь розкопана в Китаї. Було знайдено понад 180 трун, що містили 186 людських рештків, жертв похоронної церемонії. Це найбільша кількість людських жертвоприношень часів династії Східна Чжоу.